# Bousbach
Bousbach – miejscowość i gmina we Francji, w regionie Grand Est, w departamencie Mozela.
Według danych na rok 1990 gminę zamieszkiwały 913 osoby, a gęstość zaludnienia wynosiła 154 osób/km² (wśród 2335 gmin Lotaryngii Bousbach plasuje się na 393. miejscu pod względem liczby ludności, natomiast pod względem powierzchni na miejscu 927.).